# Ketchup de cogumelos

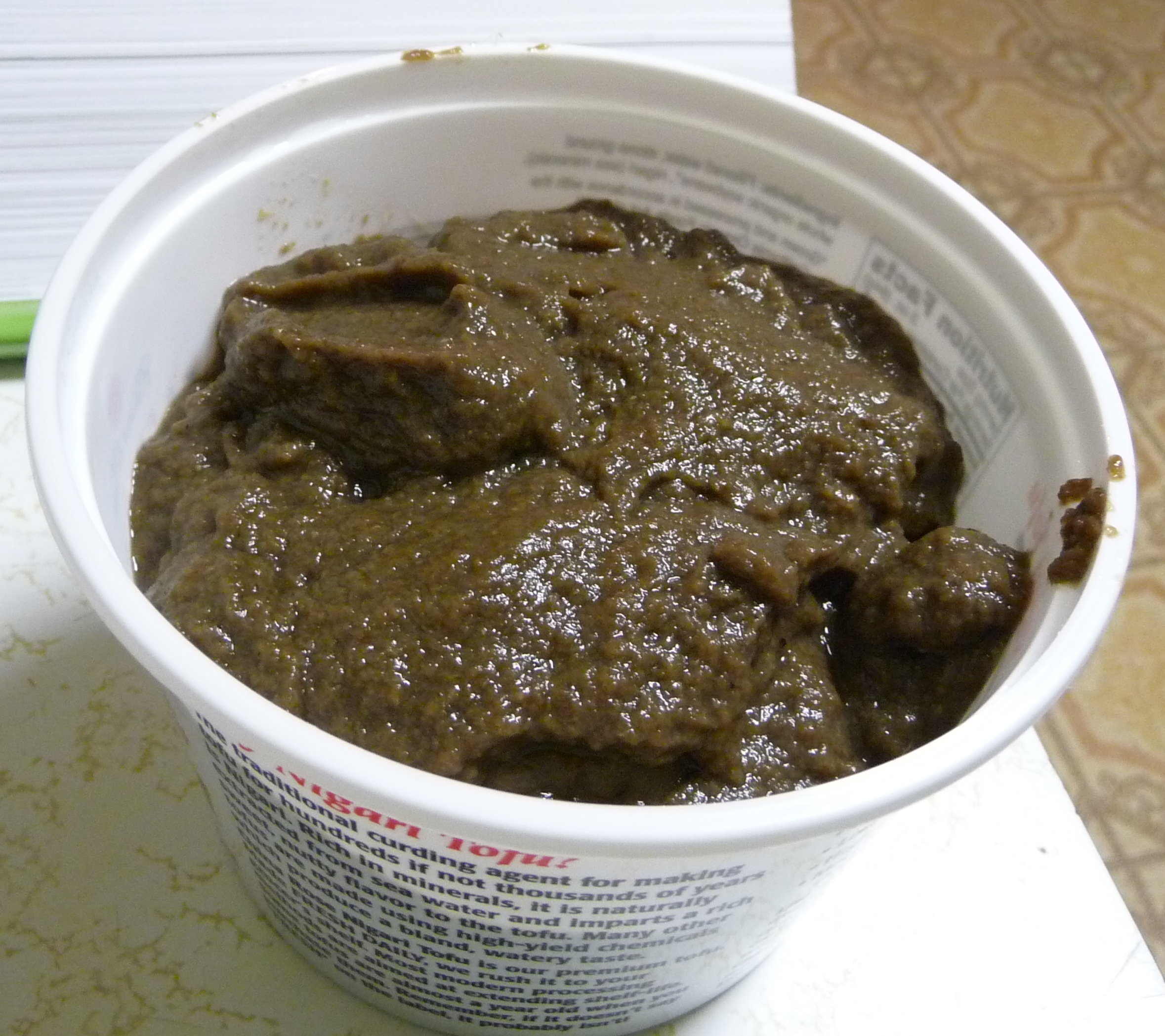
Ketchup de cogumelos caseiro em um pote de plástico

O ketchup de cogumelos é um estilo de ketchup preparado com cogumelos como ingrediente principal. Originalmente, o ketchup no Reino Unido era preparado com cogumelos como ingrediente principal, em vez de tomate, o principal ingrediente na maioria das preparações modernas de ketchup. As preparações históricas envolviam o acondicionamento de cogumelos inteiros em recipientes com sal. É usado como condimento e pode ser usado como ingrediente na preparação de outros molhos e outros condimentos. Várias marcas de ketchup de cogumelo foram produzidas e comercializadas no Reino Unido, algumas das quais foram exportadas para os Estados Unidos, e algumas ainda são fabricadas como produto comercial.

## História

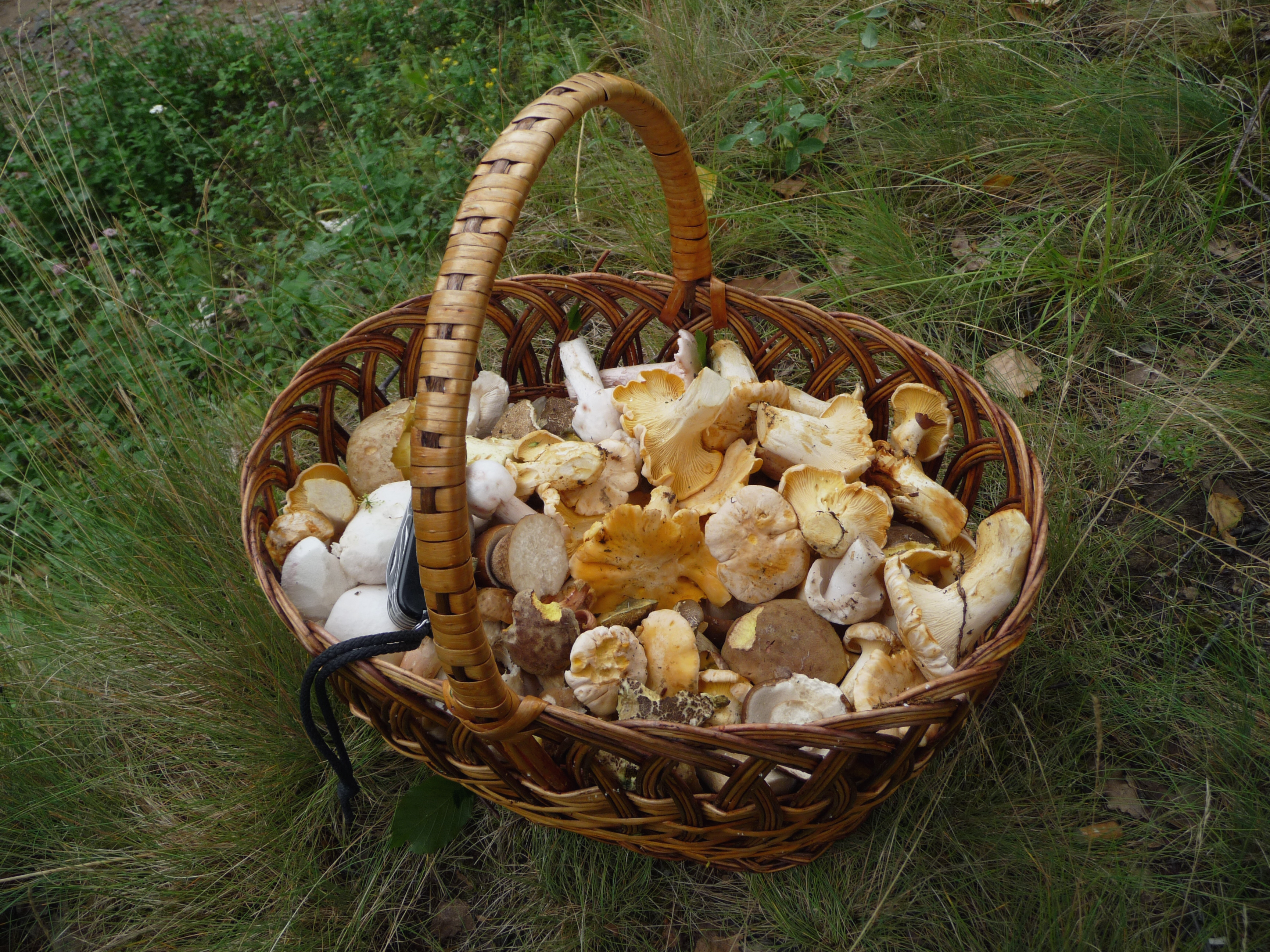
Os cogumelos são o principal ingrediente do ketchup de cogumelos.

No Reino Unido, historicamente, o ketchup era feito com cogumelos como ingrediente principal. O resultado era às vezes chamado de “ketchup de cogumelo”. Atualmente, o ingrediente principal do ketchup é normalmente o tomate. O ketchup de cogumelo parece ter se originado na Grã-Bretanha. Nos Estados Unidos, o ketchup de cogumelo remonta a pelo menos 1770 nas colônias de língua inglesa na América do Norte. Um livro de receitas manuscrito de Charleston, Carolina do Sul, escrito em 1770 por Harriott Pinckney Horry, documentou um ketchup de cogumelos que usava duas claras de ovo para clarificar a mistura. Esse manuscrito também continha uma receita de ketchup de nozes. O livro The English Art of Cookery, de Richard Briggs, publicado pela primeira vez em 1788, tem receitas de ketchup de cogumelos e ketchup de nozes.

### Ingredientes e preparo
A preparação do ketchup de cogumelos envolvia embalar cogumelos inteiros em recipientes com sal, dando tempo para que o líquido dos cogumelos enchesse o recipiente e, em seguida, cozinhando-os até o ponto de ebulição em um forno. Eles eram finalizados com especiarias como maça, noz-moscada e pimenta-do-reino e, em seguida, o líquido era separado da matéria sólida por meio de coagem. Várias espécies de cogumelos comestíveis eram usadas em sua preparação, e algumas versões usavam vinagre como ingrediente. O produto final tinha uma cor escura derivada dos esporos transferidos dos cogumelos para a solução. A versão no The English Art of Cookery pede que os cogumelos secos sejam usados na preparação do ketchup. Essa versão também usa vinho tinto na preparação do ketchup e usa uma redução de cozimento, na qual um terço do produto é reduzido, após o que o produto final é engarrafado.
O livro British Edible Fungi, publicado em 1891, afirma que, para obter os melhores resultados, “fungos misturados não devem ser usados além de certos limites [...]”. De acordo com essa fonte, algumas espécies de cogumelos podem ser misturadas na preparação do ketchup de cogumelos, mas certas espécies não devem ser misturadas e algumas não devem ser misturadas com outras. Esse livro também inclui uma preparação para “ketchup duplo” que envolve a redução do ketchup de cogumelos à metade de seu volume original, o que dobra sua força por meio da evaporação da água.
Em alguns casos, no final do século XIX, nos Estados Unidos, o ketchup vendido nas cidades e rotulado como “ketchup de cogumelo” não continha cogumelos de fato. Esses produtos foram descritos como “fáceis de detectar” e distinguíveis pelo uso de um microscópio.

### Uso em alimentos
No século XIX, alguns molhos eram preparados com ketchup de cogumelos, como o “molho quin”. O molho quin pode ser preparado adicionando-se ketchup de cogumelos ou ketchup de nozes e anchovas a um molho essence d'assortiment preparado, preparado com vinho branco, vinagre, suco de limão, cogumelos secos, alho, chalota, cravo, louro, maçã, noz-moscada, sal e pimenta.
Ele também é usado como ingrediente para dar sabor à sopa marrom escocesa, uma sopa de pão feita com carne bovina, em uma receita do início do século XIX de Christian Isobel Johnstone.

#### Uso em outros condimentos
Uma receita de 1857 de “ketchup de acampamento” usava ketchup de cogumelo como ingrediente, além de cerveja, vinho branco, anchova, chalota, gengibre, maça, noz-moscada e pimenta-do-reino. A receita combinava esses ingredientes e, em seguida, pedia para deixar a mistura descansar por quatorze dias, após os quais era engarrafada. Outras receitas de 1857 para ketchup de acampamento usavam ingredientes como ketchup de cogumelo, vinagre, ketchup de nozes, anchova, soja, alho, vagens de pimenta-caiena e sal.

## Variedades

### Variedades comerciais
Vários ketchups comerciais de cogumelos foram, e ainda são produzidos no Reino Unido; algumas das marcas incluem Crosse and Blackwell's Mushroom Catsup, Morton's Mushroom Ketchup, Jacky's Pantry Mushroom Ketchup e Geo Watkins Mushroom Ketchup. Algumas dessas empresas exportaram seus produtos para os Estados Unidos, o que criou concorrência com os produtos de ketchup fabricados nos EUA pela H. J. Heinz Company.

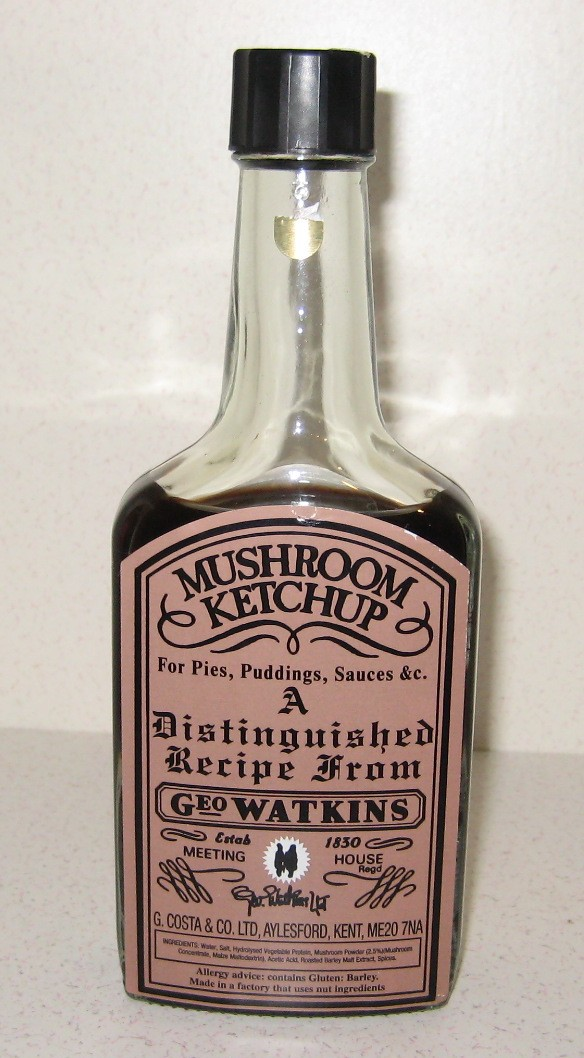
Um frasco de Ketchup Geo Watkins Mushroom
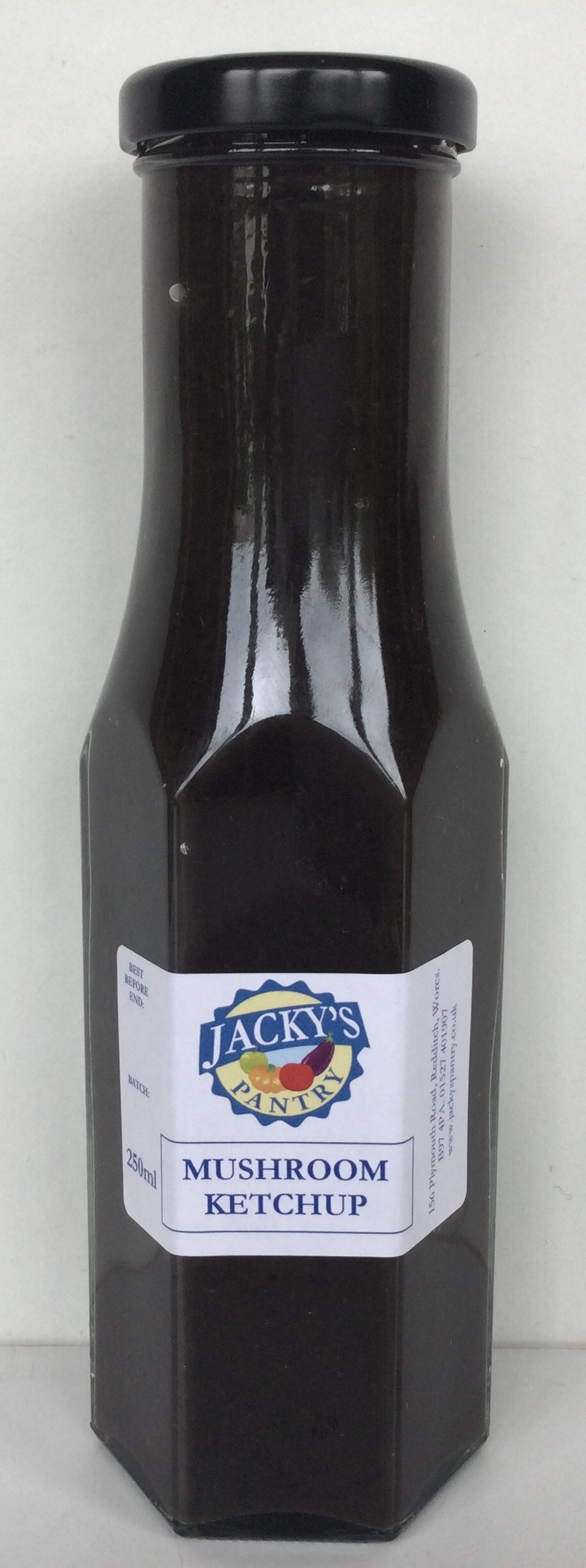
Um frasco de Ketchup de cogumelos Jacky's Pantry